# Universidad de Oriente Núcleo de Anzoátegui (Extensión Centro Sur Anaco)
La Universidad de Oriente Núcleo Anzoategui (Extensión Centro Sur Anaco) se encuentra en la localidad del municipio anaco a las afueras de la ciudad, aproximadamente 5 años de su nueva infraestructura, ya que estaba situada en el centro de la ciudad de anaco.
La Alcaldía del Municipio Anaco, representada por el alcalde Jacinto Romero Luna le entregó a la Universidad de Oriente, presente con sus autoridades rectorales y decanales, la administración de las nuevas instalaciones de la extensión Anaco, en comodato por 50 años.
La historia de la creación de la extensión Anaco de la Universidad de Oriente, es ese tipo de relato, que pasan por un sinfín de obstáculos, luego de superarlos culmina gracias a Dios, al Alcalde de ese Municipio, Jacinto Romero Luna y al Concejo Municipal, en un final feliz, así lo indicó la Rectora de La Casa Más Alta del oriente del país, doctora Milena Bravo de Romero, al recibir las nuevas instalaciones y administración de la Extensión Centro Sur del Núcleo de Anzoátegui de la UDO. 
Desde muy temprano el pueblo anaquense se reunió en el estacionamiento, para celebrar la puesta en funcionamiento de las nuevas instalaciones ubicadas vía Anaquito. Las actividades se iniciaron con una misa de Acción de Gracias, oficiada por el Obispo de la Diócesis de Barcelona el Excelentísimo. y Reverendísimo Doctor Cesar Ramón Ortega. Posteriormente el Concejo Municipal de Anaco sesionó en el mismo lugar.

## Carreras
- Ingeniería de Sistemas.
- Ingeniería Industrial.